# Fuerza Nacional (Malta)
Fuerza Nacional (en maltés: Forza Nazzjonali) fue una coalición electoral que se configuró en Malta de cara a las elecciones generales de 2017. La alianza se formó en abril de 2017 entre el Partido Nacionalista (PN) y el Partido Demócrata (PD).
En los comicios la coalición obtuvo el 43,68% de los votos y 30 escaños, reteniendo la representación parlamentaria del nacionalismo previa a las elecciones. Los demócratas obtuvieron el 1,56% de los votos y 2 escaños. Sin embargo, el oficialista Partido Laborista obtuvo un amplio triunfo con el 55,04% de los votos y 37 escaños. El PN y el PD anunciaron la disolución de la Fuerza Nacional en diciembre del mismo año.

## Resultados electorales
| Año  | Votos   | %                | Escaños | Resultado |
| ---- | ------- | ---------------- | ------- | --------- |
| 2017 | 135.696 | \| \| 43.68 % \| | 30/67   | Oposición |
|      | 43.68 % |                  |         |           |